# محمد العبد الله القاضي
محمد بن عبد الله بن محمد بن إبراهيم التميمي، المعروف بالقاضي (1224 - 1285هـ / 1809 - 1868م) أحد الشعراء السعوديين الذين برزوا في الشعر النبطي خلال القرن الثالث عشر الهجري/ التاسع عشر الميلادي ومن أعيان مدينة عنيزة الأغنياء،  ومن أوائل الذي اعتمدوا تدوين قصائدهم النبطية لا مجرد إلقائها ليتم تناقلها بالرواية الشفهية كما فعل الشعراء السابقون له، وتوفي في عنيزة سنة 1285هـ/ 1868م بعد أن غلبه المرض.

## نسبه ومولده
هو محمد بن عبد الله بن محمد بن إبراهيم بن عبد الرحمن بن محمد بن عبد الرحمن بن محمد بن أحمد بن محمد بن منيف بن بسام بن منيف بن عساكر بن بسام بن عقبة بن ريس
بن زاخر بن محمد بن علوي بن وهيب القاضي، من قبيلة بني تميم المُضرية العدنانية، ولد في مدينة عنيزة سنة 1224هـ/ 1809م.

## نشأته وتعليمه
نشأ القاضي وترعرع في مدينة عنيزة وفيها عاش حتى توفي، عندما بلغ سن التمييز تعلم القراءة والكتابة على يد والده، وحفظ القرآن كاملًا وهو ابن ثمان سنوات، وقرأ الفقه على يد أحد علماء منطقته ثم صار ميله إلى الأدب والتاريخ فنظم الشعر النبطي حتى قيل: "وقد أكثر منه وأجاد فيه كل الإجادة"

## شعره
ظل القاضي منذ أن اكتشف موهبته في كتابة الشعر النبطي ينظم العديد من القصائد ذات الموضوعات المتعددة كالأمثال والحكم والحماسة، ولما بلغ سن الأربعين من عمره قلت مشاركته في هذا الميدان بحيث اقتصرها على المناسبات فقط.
ومن أشهر ما كتبه القصيدة التي مدح بها مسقط رأسه عنيزة منطقةً وسكانًا إذ يقول في أبياتها عنهم: 

## ديوانه
صدر ديوانه (شاعر نجد الكبير محمد العبد الله القاضي: حياته وشعره وديوانه برواية الراوية عبد الرحمن بن إبراهيم الربيعي) بإعداد وتحقيق وشرح عبد العزيز حمد ابراهيم القاضي، عام 2008.

## وفاته
عندما اعترت محمد القاضي الأمراض وهده السقم قال قصيدته المشهورة "توبة القاضي"، ثم توفي بعد مرور عامين من نظمها وذلك في سنة 1285هـ/ 1868م ومن أبيات القصيدة: